# Konszekráció
A konszekráció (latin: consecratio) a katolikus vallásban kétértelmű szó:
- a püspök által katehumén-olajjal vagy krizmával végzett magasabb rendű szentelés, szemben a puszta megáldással (benedictio). Ilyen a püspök, a pap, az apát, a fejedelem, a templom, oltár, kehely konszekrációja. [1]
- a liturgiában az átváltoztatást (átlényegítést) jelenti utalva az utolsó vacsorára, ahogy a kenyér Krisztus testévé változik. Először Tertullianusnál és Szent Ambrusnál fordul elő.

## Konszekráció a húsvéti liturgiában
Az Eucharisztia ünneplése mindig magában foglalja Isten Igéjének hirdetését, a hálaadást az Atyaistennek minden jótéteményéért, elsősorban Fiának ajándékozásáért, a kenyér és a bor konszekrációját, valamint a részesedést a liturgikus lakomában az Úr teste és vére vétele által. Mindezek az elemek egy és ugyanazt a kultikus cselekményt alkotják.